# Cadaluènh
Cadaluènh (en francès Cadalen) és un municipi francès situat al departament del Tarn i a la regió d'Occitània.

## Demografia
| 1962                                       | 1968  | 1975  | 1982  | 1990  | 1999  | 2006  |
| ------------------------------------------ | ----- | ----- | ----- | ----- | ----- | ----- |
| 1.091                                      | 1.136 | 1.050 | 1.072 | 1.112 | 1.206 | 1.318 |
| Des de 1962: població sense dobles comptes |       |       |       |       |       |       |

## Administració
| Període   | Identitat               | Partit |
| --------- | ----------------------- | ------ |
| 2001-2008 | Betty Simon             |        |
| 2008-     | Monique Corbière-Fauvel |        |